# دیمیترو یرمنکو
دیمیترو یرمنکو (اوکراینی: Дмитро Сергійович Єременко؛ زادهٔ ۲۰ ژوئن ۱۹۹۰) بازیکن فوتبال اهل اوکراین است.
از باشگاه‌هایی که در آن بازی کرده‌است می‌توان به باشگاه فوتبال اوبولون-برووار کیف، باشگاه فوتبال متالورگ زاپروژیا، باشگاه فوتبال بوهمیانس ۱۹۰۵، باشگاه فوتبال متالیست خارکوف، باشگاه فوتبال اوورلا اوژهورود، و باشگاه فوتبال فورسکلا پولتاوا اشاره کرد.
وی همچنین در تیم‌های ملی فوتبال Ukraine national under-17 football team, Ukraine national under-18 football team, Ukraine national under-19 football team، زیر ۲۰ سال اوکراین، و زیر ۲۱ سال اوکراین بازی کرده‌است.